# نيسوس 7066
نيسوس 7066 (بالإنجليزية:7066 Nessus) هو قنطور (كوكب صغير) أو كويكب يتحرك في مدار منحرف غير متماثل. حيث يقع هذا المدار على الجانب الآخر من كوكب زحل خارج المجموعة الشمسية. اكتشف في 26 نيسان عام 1993، من قبل علماء الفلك العاملين في برنامج (مراقب السماء أو سبايس واتش) في المرصد الوطني كيت بيك في توكسون، أريزونا. يبلغ قطره حوالي 60 كيلومتر (37 ميل) . سمي هذا الجرم الفضائي على اسم نيسوس وهو كوكب صغير ذُكر في الأساطير اليونانية.
يبلغ دوره المداري 122.4 سنة ، مع اختلاف مركزي يساوي 0.52. يكون في أقرب نقطة له إلى الشمس ( نقطة الحضيض) قريبا من كوكب أورانوس بينما يتكون في أبعد نقطة عن الشمس ( نقطة الأوج) خارج مدار كوكب نيبتون. 

## مداره وتصنيفه
نيسوس هو كوكب قنطور، وهو كوكب غير مستقر ديناميكيًا من الكواكب الصغيرة، يقع بين الكويكبات الكلاسيكية والأجرام السماوية العابرة لنبتون. يدور حول الشمس على مسافة تتراوح بين 11.9 و37.4 وحدة فلكية مرة كل 122 عامًا و4 أشهر (44,670 يومًا)؛ نصف المحوره الرئيسي لمداره يبلغ 24.64 وحدة فلكية . مداره ذو انحراف مركزي قدره 0.52 وميل قدره 16 درجة بالنسبة لدائرة البروج. عند حضيضه (أقرب مسافة للشمس 11.9 وحدة فلكية)؛ أي يكون أقرب بكثير من الشمس من أورانوس (19.2 وحدة فلكية)، ولكنه ليس قريبًا من زحل (9.6 وحدة فلكية)، بينما عند أوجه (عندما يكون بعيدا عن الشمس 37.4 وحدة فلكية)، يكون أبعد بكثير من مدار نبتون (30.1 وحدة فلكية).

## الاكتشاف والتسمية
اكتشف ديفيد رابينوفيتش (غير مُنسب رسميًا)، الذي كان يعمل مع برنامج سبيس ووتش، كوكب نيسوس في مرصد كيت بيك الوطني في 26 أبريل 1993.
أُعلن عن الاكتشاف في 13 مايو 1993 في تعميم الاتحاد الفلكي الدولي (IAUC 5789) الصادر عن المكتب المركزي للبرقيات الفلكية.[2] وكان هذا ثالث اكتشاف لقنطور بعد تشيرون 2060 وفولوس 5145، اللذين اكتشفهما تشارلز كوال وديفيد رابينوفيتش في عامي 1977 و1992 على التوالي. بدأت رحلة رصد هذا الجسم برصده الرسمي في كيت بيك في أبريل 1993.
سُمي هذا الكوكب الصغير على اسم نيسوس، وهو قنطور من الأساطير اليونانية، سممه البطل الإلهي هرقل وقتله. نُشر الاستشهاد الرسمي بالتسمية من قِبل مركز الكواكب الصغيرة في ٢٢ أبريل ١٩٩٧ (M.P.C. ٢٩٦٧١).
في أواخر تسعينيات القرن الماضي، ابتكر المنجم الألماني روبرت فون هيرين رمزًا مشتقًا من رمز تشيرون ٢٠٦٠.

## الخصائص الفيزيائية
يتميز نيسوس بلون أحمر شديد (RR)، مع قدر ظاهري B-R يبلغ 1.847 , كما حُددت مؤشرات اللون من قِبل باور (2003) وهينو (2002، 2012).

## فترة الدوران
حتى عام 2018، لم يُحصل على منحنى ضوئي دوراني لنيسوس من خلال الرصد الضوئي. ومع ذلك، قُيس تباين في السطوع قدره 0.5 في تسعينيات القرن الماضي، مما يشير إلى أن الجسم ذو شكل غير كروي وممدود. لا تزال فترة دوران الجسم وقطبه غير معروفين.

## قطره والبياض
وفقًا لمرصد هيرشل الفضائي باستخدام أداة PACS، يبلغ قطر نيسوس 57 كيلومترًا، ويبلغ بياض سطحه 0.086، بينما أظهرت عمليات الرصد للأشعة تحت الحمراء باستخدام تلسكوب سبيتزر الفضائي قطرًا يبلغ 60 كيلومترًا، وبياضًا يبلغ 0.065 ، ويفترض رابط منحنى ضوء الكويكب بياضًا كربونيًا قياسيًا يبلغ 0.057، ويستنتج قطرًا يبلغ 68.48 كيلومترًا بناءً على قدر مطلق قدره 9.55.

## اقرأ أيضا
- 4341 بوسيدون كويكب
- 5143 هرقل  كويكب
- تشيركلو 10199 كويكب